# Torneo de Naciones
El Torneo de Naciones es un torneo de fútbol femenino internacional al que se accede por invitación. Se lleva a cabo en Estados Unidos y solo en años en los que no se celebra la Copa Mundial Femenina de Fútbol o los Juegos Olímpicos. Se inauguró en 2017 y lo organiza la Federación de Fútbol de Estados Unidos.

## Formato
El torneo es un certamen amistoso al que se accede por invitación. Participan 4 selecciones en un sistema de todos contra todos. El equipo que finalice primero en la tabla se consagra campeón. El formato es el mismo que el de otros torneos amistosos organizados por la USFF, como la Copa SheBelieves.

## Ediciones
| Año          | Campeón        | Segundo lugar  | Tercer lugar | Cuarto lugar |
| ------------ | -------------- | -------------- | ------------ | ------------ |
| 2017 Detalle | Australia      | Estados Unidos | Japón        | Brasil       |
| 2018 Detalle | Estados Unidos | Australia      | Brasil       | Japón        |

## Estadística general
| Posición | Equipo         | Participaciones | PJ | PG | PE | PP | GF | GC | Dif | Pts |
| -------- | -------------- | --------------- | -- | -- | -- | -- | -- | -- | --- | --- |
| 1        | Australia      | 2               | 6  | 5  | 1  | 0  | 17 | 5  | +12 | 16  |
| 2        | Estados Unidos | 2               | 6  | 4  | 1  | 1  | 16 | 8  | +8  | 13  |
| 3        | Brasil         | 2               | 6  | 1  | 1  | 4  | 9  | 19 | -10 | 4   |
| 4        | Japón          | 2               | 6  | 0  | 1  | 5  | 6  | 16 | -10 | 1   |

## Goleadoras
| Posición | Jugadora      | Goles |
| -------- | ------------- | ----- |
| 1        | Sam Kerr      | 5     |
| 2        | Alex Morgan   | 4     |
| 3        | Megan Rapinoe | 3     |
| 4        | Tameka Butt   | 2     |
| 4        | Lisa De Vanna | 2     |
| 4        | Caitlin Foord | 2     |
| 4        | Andressa      | 2     |
| 4        | Camila        | 2     |
| 4        | Yuka Momiki   | 2     |
| 4        | Mina Tanaka   | 2     |
| 4        | Julie Ertz    | 2     |